# Dorfkirche Reinsdorf (Niederer Fläming)

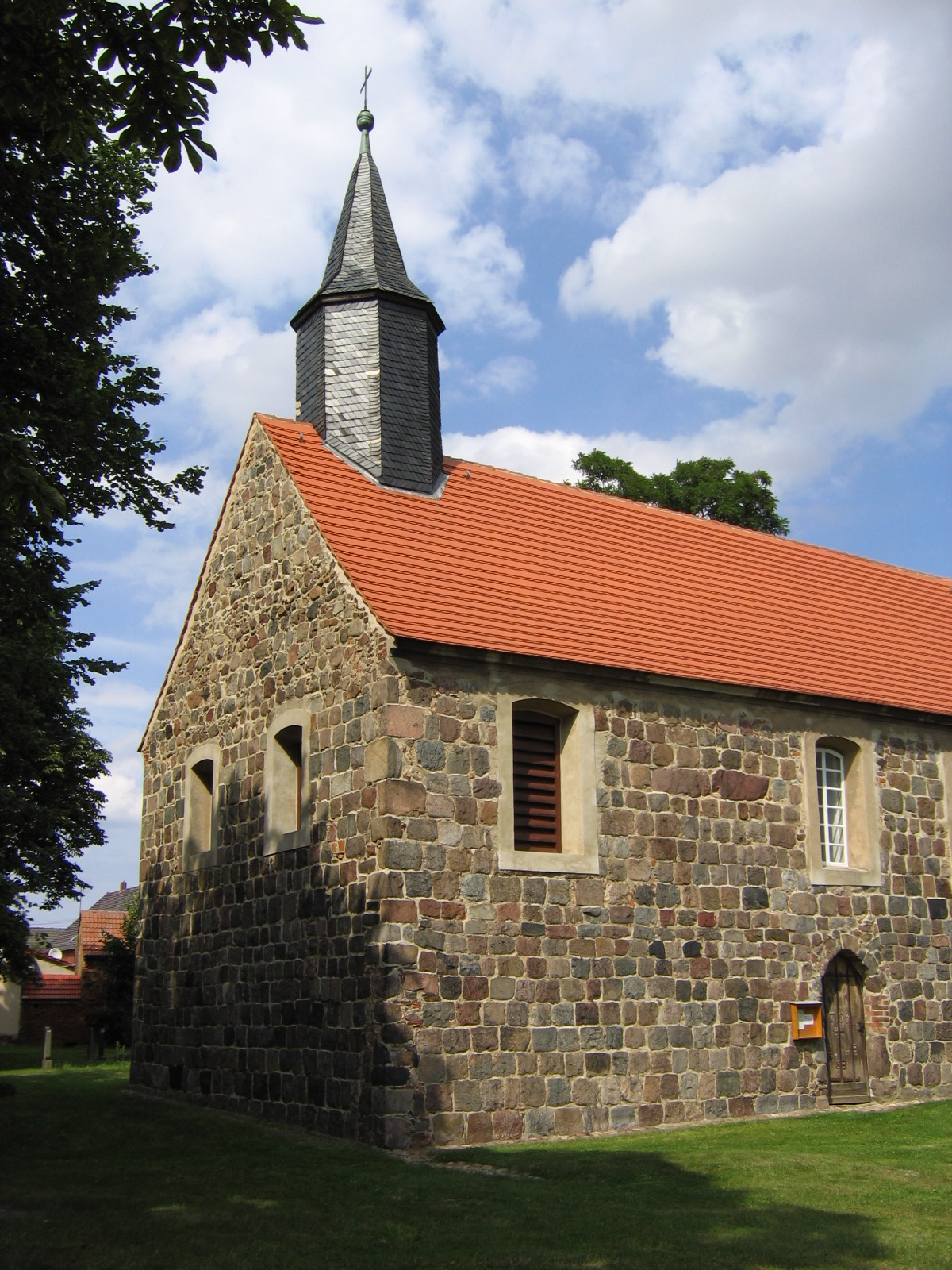
Dorfkirche Reinsdorf

Die evangelische Dorfkirche Reinsdorf ist eine spätromanische Feldsteinkirche in Reinsdorf, einem Ortsteil der Gemeinde Niederer Fläming im Landkreis Teltow-Fläming im Land Brandenburg. Die Kirchengemeinde gehört zum Kirchenkreis Zossen-Fläming der Evangelischen Kirche Berlin-Brandenburg-schlesische Oberlausitz.

## Lage
Die Landstraße 714 führt als zentrale Verbindungsachse von Nordosten kommend in südlicher Richtung durch den Ort. Am nördlichen Ortseingang führt der Hohenkuhnsdorfer Weg in südwestlicher Richtung durch den Ort, die Dorfstraße in südöstlicher. Die Kirche steht zwischen den beiden Straßen auf einem Grundstück mit einem Kirchfriedhof, der durch umgebende Wohnbebauung eingefriedet ist.

## Geschichte
Das Bauwerk entstand im zweiten Viertel des 13. Jahrhunderts und wurde im Dreißigjährigen Krieg schwer beschädigt. Erst 1706 erfolgte der Wiederaufbau. In der ersten Hälfte des 19. Jahrhunderts setzten Handwerker einen Dachreiter auf.

## Baubeschreibung
Das Bauwerk entstand im Wesentlichen aus Feldsteinen, die sorgfältig behauen und lagig geschichtet wurden. Die halbrunde Apsis ist eingezogen und besitzt drei kleine Rundbogenfenster, die aus der Bauzeit stammen könnten. Der Chor hat einen rechteckigen Grundriss und ist ebenfalls eingezogen. An der Nordseite ist ein „barock“ vergrößertes Fenster. Es ist gedrückt-segmentbogenförmig und seine Laibung verputzt.
Das Kirchenschiff hat ebenfalls einen rechteckigen Grundriss. An der Nordseite sind insgesamt vier große, segmentbogenförmige Fenster, die mittig durch ein kleineres, darunter gesetztes Fenster sowie eine zugesetzte Pforte ergänzt werden. An der Südseite sind ebenfalls vier große Fenster; mittig eine Pforte. Die Westwand ist ebenfalls gerade. Dort sind zwei kleinere Fenster, im darüber befindlichen Giebel verlaufen die Linien.
Oberhalb des schlichten Satteldachs erhebt sich ein achteckiger Turmhelm, der mit Turmkugel und Kreuz abschließt.

## Ausstattung
Der Kanzelaltar stammt aus dem ersten Viertel des 18. Jahrhunderts. Er besteht aus einem säulenförmigen Aufbau mit einem mittig angebrachten, polygonalen Kanzelkorb, der von einem knienden Leuchterengel gestützt wird. Seitlich sind lebensgroße Figuren von Moses und Paulus von Tarsus zu sehen, die Gesetz und Evangelium symbolisieren. Das Gestühl stammt aus dem 18. Jahrhundert. Ein barockes Epitaph erinnert an die 1735 verstorbene Louise Christine Hanneken, geborene Bennen, deren Familie zu dieser Zeit das Kirchenpatronat innehatte. Das Grabmal wird von zwei Allegorien flankiert und ist mit einem Volutengiebel, einer Wolkenglorie sowie einer Strahlensonne zwischen zwei Putten verziert.
Auf der Empore steht eine Orgel, die Wilhelm Sauer (Orgelbauer) im Jahr 1904 errichtete. Das Instrument hat sechs Register und ein Manual.
Das Bauwerk ist im Innern flach gedeckt; der Chor seit 1906 mit einer Holztonne ausgestaltet.